# Black Beach
Black Beach è un film del 2020 diretto da Esteban Crespo Salais.

## Trama
Carlos è un abile negoziatore che lavora per un'azienda petrolifera. Tutto gli va per il meglio sia sul piano personale che professionale ma prima di poter definirsi il migliore sul suo campo deve recarsi in Africa per mediare un rapimento che ha messo in serio pericolo un contratto da un milione di dollari...

## Distribuzione
Il film è stato distribuito sulla piattaforma Netflix partire dal 23 agosto 2020.